# Luna 25
Luna 25 oder Luna-25 (früher Luna-Glob, russisch Луна-Глоб) war eine russische Raumsonde zur Erprobung von Landemethoden im anspruchsvollen Terrain bei 70° südlicher Breite auf der Mondvorderseite sowie – im Erfolgsfall – für Untersuchungen von Regolith und Exosphäre an der Landestelle. Sie wurde am 10. August 2023 mit einer Trägerrakete des Typs Sojus-2.1b vom Kosmodrom Wostotschny gestartet und sollte am 21. August 2023 beim Boguslawsky-Krater landen. Die Mission endete jedoch am 19. August 2023 mit einem Absturz im Krater Pontécoulant-G auf der Mondvorderseite.

## Planung
Die Pläne einer neuen russischen Mondsonde wurden erstmals 1997 veröffentlicht, konnten damals aufgrund von Finanzierungsschwierigkeiten in der Raumfahrt jedoch nicht in Angriff genommen werden. Erst im neuen, für die Jahre 2006 bis 2015 ausgelegten Raumfahrtprogramm wurden Gelder für die Raumsonde bereitgestellt. Luna-Glob sollte ursprünglich im Jahr 2012 starten. Die Pläne wurden mehrfach geändert, insbesondere wurde dabei aus technischen Gründen bereits vor dem Jahre 2010 auf die ursprünglich vorgesehenen Penetratoren verzichtet. Als Demonstrationsversuch war die Benutzung und Erprobung des von der ESA entwickelten optischen Systems für Präzisionslandungen und zur Warnung vor Kollisionen PILOT-D geplant. Am 13. April 2022 zog sich jedoch die ESA nach einer Entscheidung des Europäischen Weltraumrates wegen des russischen Angriffskrieges gegen die Ukraine von den Projekten Luna-25 bis Luna-27 zurück.

## Aufbau

### Satellitenbus
Die vom Forschungs- und Produktionsverband Lawotschkin hergestellte, unbetankt 615 kg und in betanktem Zustand 1750 kg schwere Sonde war 3,17 m hoch und hatte an den Landebeinen einen maximalen Durchmesser von 3,7 m. An der vorgesehenen Landestelle bei etwa 70° südlicher Breite schwanken die Temperaturen zwischen +120 °C während des Tages und −170 °C während der Mondnacht. Als passiver Schutz gegen Hitze und Kälte war daher fast die gesamte Sonde in eine Isolierfolie mit mehreren Dutzend durch Vakuum voneinander getrennten Lagen von silberbeschichtetem Kunststoff und Fasermaterial von geringer Wärmeleitfähigkeit gehüllt.
Für die 14-tägigen Mondnacht wurde die Sonde mit einer Radionuklidbatterie vom Typ RTG 238-6,5/3 AVR002R auf Basis von Plutonium 238 für die elektrische Energie und zur Beheizung der Sonde ausgestattet. Sie generierte eine Wärmeleistung: von 125 bis 130 W und eine elektrische Leistung von 5 – 8 W bei einer Spannung von 3,5 ± 0,5 V und einem Gewicht von 6,2 ± 0,4 kg. Dieses diente vor allem zur Versorgung des Echtzeituhrmoduls. Die Borduhr sollte vor Einbruch der Nacht alle wissenschaftlichen Geräte abschalten und bei Sonnenaufgang das Hochfahren der Systeme einleiten. Während des Tages sollten vier Solarmodule am oberen Teil des Gehäuses die Sonde mit einer elektrischen Leistung von insgesamt 821 W versorgen.
Für die Endphase der Landung, nachdem die Sonde eine vertikale Orientierung eingenommen hätte, befanden sich auf ihrer Unterseite zwischen den Tanks ein Doppler-Geschwindigkeits- und Entfernungsmesser mit zwei nebeneinander angeordneten Hohlleiter-Schlitzantennen, eine zum Senden und eine zum Empfangen. Mit diesem Gerät sollten ständig Daten über die Höhe der Sonde über dem Boden, ihre Geschwindigkeit und ihren Neigungswinkel ermittelt werden.

### Nutzlasten
Luna 25 verfügte über neun wissenschaftliche Instrumente, die zusammen 30 kg wogen:
- ADRON-LR, aktives Neutronen- und Gammastrahlenanalysegerät, das den Boden aus einer Neutronenquelle bestrahlen und über eine Spektralanalyse der daraufhin vom Regolith emittierten Gammastrahlen und Neutronen Rückschlüsse auf eventuell vorhandenes Wassereis ermöglichen sollte
- ARIES-L, zur Analyse von durch den Sonnenwind aus dem Regolith herausgeschleuderten Ionen und neutralen Partikeln auf ihre Ladung und Masse, um Rückschlüsse auf die chemische Zusammensetzung der obersten Regolithschicht sowie des oberflächennahen Plasmas und der Dynamik seiner Veränderung durch die unterschiedliche Sonneneinstrahlung im Laufe des Tages ziehen zu können
- LASMA-LR, Laser-Massenspektrometer zur Analyse von mit dem Baggerarm aufgenommenen Bodenproben
- LIS-TV-RPM, Infrarotspektrometer zur kameraunterstützten Fernanalyse des Bodens im Arbeitsbereich des Baggerarms
- PmL, zur Messung von Ladung und Masse der sich im Laufe der Zeit ablagernden Staubpartikel sowie von elektrischen Feldern in der Nähe der Sonde
- THERMO-L, Messung der thermischen Eigenschaften von Regolith
- STS-L, ein Bildübertragungssystem mit acht Kameras. Zwei Kameras befanden sich unterhalb des Triebwerkes und sollten den Landevorgang filmen. Vier Weitwinkel-Panoramakameras oben auf dem Gehäuse sollten während des Abstiegs ihre Arbeit aufnehmen und nach der Landung ein 360°-Panoramabild erstellen. Zwei Stereokameras sollten den Baggerarm und seinen Arbeitsbereich überwachen.
- Laser-Retroreflektor zur Vermessung von der Erde aus, Mondlibration und Entfernungsexperimente
- BUNI, die Steuereinheit für alle Instrumente außer dem Kamerasystem

Anders als bei den sowjetischen Mondsonden waren die Instrumente von Luna 25 nicht in einem mit Gas gefüllten und temperaturgeregelten, hermetisch geschlossenen Gehäuse untergebracht, sondern auf der Außenseite – durch die Isolierfolie gegen Temperaturschwankungen geschützt, aber zum Vakuum offen. Dadurch wurde zum einen Gewicht gespart, zum anderen wurde die Sonde resilienter. Wenn zu Sowjetzeiten bei einer harten Landung das Gehäuse beschädigt wurde, war die Sonde verloren. Bei Luna 25 bestand die Hoffnung, dass zumindest einige Instrumente weiter funktionieren würden. Das Problem bei dieser Bauweise ist die Wärmeableitung im Vakuum. Daher waren die wissenschaftlichen Instrumente auf eine Platte mit Wabenkern montiert, durch die mit Ammoniak arbeitende Kühlrohre verliefen, welche die Betriebswärme der Instrumente an auf der Oberseite des Gehäuses und seitlich an den Tanks angeordnete Kühlkörper weiterleiteten, die wiederum die überschüssige Wärme in den Weltraum abstrahlten.

## Missionsziele
Am 21. August 2023 sollte bei örtlichem Sonnenaufgang eine Landung auf der Mondvorderseite etwas nördlich des Boguslawsky-Kraters bei 69.545° südlicher Breite und 43.544° östlicher Länge versucht werden.
Außerdem waren südwestlich des Manzinus-Kraters bei 68° südlicher Breite und 26° östlicher Länge sowie südlich des Kraters Pentland A bei 67° südlicher Breite und 13° östlicher Länge zwei Ausweichlandestellen vorgesehen.
Diese Landestellen wurden zum einen wegen der erwarteten wissenschaftlichen Ergebnisse ausgewählt, zum anderen aus technischen Gründen. In einer Ellipse von 15 × 30 km durfte das Gelände um nicht mehr als 15° geneigt sein und es durfte keine großen Felsbrocken geben. Außerdem durfte es in der Nähe keine schattenwerfenden Kraterwände geben, sodass die seitlich am Gehäuse angebrachten, vertikalen Solarmodule während des gesamten Mondtags beleuchtet sind – bei 70° südlicher Breite liegt der maximale Einfallswinkel der Sonnenstrahlen bei 20° – und ständig Funkkontakt, also Sichtverbindung zur Erde besteht.
Die Hauptaufgabe von Luna 25 bestand darin, Technologien für eine weiche Landung zu erproben. Dazu sollte der gesamte Abstiegsprozess umfassend gefilmt werden, um anhand der Aufnahmen ein möglichst genaues Modell des dortigen Bodenreliefs erstellen zu können.
Für die ursprünglich auf ein Jahr angesetzte Betriebsphase auf dem Mond besaß Luna 25 einen 1,5 m langen und 5,9 kg schweren Baggerarm, den sogenannten „Lunaren Manipulator-Komplex“ (LMK). Bei Tests im Labor konnte der Bagger nicht nur lockeres Regolith-Imitat aufnehmen, sondern auch gefrorenen Permafrost-Boden. Es war geplant, nicht nur von der Oberfläche Proben zu nehmen, sondern auch tiefere Löcher zu graben. Das von der Baggerschaufel aufgenommene Material sollte in das Laser-Massenspektrometer LASMA-LR gekippt werden, wo es durch einen Laser erhitzt werden, verdampft und ionisiert werden sollte. Mittels Spektralanalyse des entstehenden Plasmas sollte die chemische Zusammensetzung des Regolith ermittelt werden; das Gerät hätte auch zwischen verschiedenen Isotopen eines Elements unterscheiden können. Man hoffte, während der Mission insgesamt 11 Bodenproben von verschiedenen Stellen und aus verschiedenen Tiefen entnehmen zu können.
Für den ersten Mondtag (14 Erdentage) nach der Landung waren noch keine größeren Arbeiten vorgesehen. Die die Sonde betreuenden Experten vom Institut für Weltraumforschung der Russischen Akademie der Wissenschaften wollten zunächst die Bedingungen am Landeplatz studieren und die Geräte testen. Ab dem am 19. September 2023 beginnenden zweiten Mondtag sollte die Sonde von im Schichtbetrieb arbeitenden Ingenieuren und Technikern für jeweils 14 Erdentage rund um die Uhr betrieben werden. Luna 25 arbeitete nicht autonom, sondern wurde mit vorgefertigten Befehlszeilen von der Erde aus gesteuert. Dies hatte prinzipiell den Vorteil, dass die Befehlszeilen bei unvorhergesehenen Situationen jederzeit hätten angepasst werden können. Hierfür besaß das Institut von der Herstellerfirma Lawotschkin zur Verfügung gestellte Duplikate der Geräte, an denen geänderte Arbeitsabläufe erprobt werden konnten.

## Missionsverlauf
Der Start der auf einer Oberstufe vom Typ Fregat-M montierten Sonde mit einer Sojus-2.1b erfolgte vom Kosmodrom Wostotschny in der Amurregion am 10. August 2023 um 23:10 Uhr UTC.
Nach dem Start machte die Sonde zunächst in einer Höhe von 200 km eine halbe Erdumrundung. Dann, etwa eine Stunde nach dem Start, brachte die Fregat-Oberstufe Luna 25 mit einer Triebwerkszündung in den Transferorbit zum Mond. In einer Entfernung von 3000 km von der Erde wurde die Oberstufe abgeworfen. Das erste von zwei geplanten Bahnkorrekturmanövern fand am 12. August 2023 statt – in einer Entfernung von 230.000 km von der Erde (der Mond ist im Durchschnitt 384.500 km von der Erde entfernt) wurden die Lageregelungstriebwerke für etwa 25 Sekunden gezündet. Am folgenden Tag verifizierten Ingenieure von Roskosmos anhand von Telemetriedaten, dass die Betriebssysteme der Sonde und die wissenschaftlichen Nutzlasten an Bord ordnungsgemäß arbeiteten. Am 14. August 2023 um 03:40 Uhr UTC wurden die Lageregelungstriebwerke der Sonde in einer Entfernung von 340.000 km von der Erde erneut für 24,3 Sekunden gezündet, um das zweite Bahnmanöver durchzuführen.

Der durch den Absturz von Luna 25 gebildete Einschlagskrater. Vorher – nachher. Aufnahme des LRO

Als die Sonde am 16. August 2023 beim Mond ankam, fand ein entscheidendes Bremsmanöver statt. Um 08:57 Uhr UTC wurde erstmals bei der Mission das Haupttriebwerk der Sonde gezündet, zunächst für 243 Sekunden, also etwas über 4 Minuten, kurz danach noch einmal für 76 Sekunden. Um 09:03 Uhr UTC schwenkte Luna 25 in eine um 82,1° zum Äquator geneigte Umlaufbahn mit einem Periselenum von 91,4 km und einem Aposelenum von 112,6 km um den Mond ein.
Bis zu diesem Zeitpunkt hatte die Sonde etwa 500 kg Treibstoff verbraucht; nach dem Abschluss der beiden Bremsmanöver besaß sie noch eine Masse von 1237 kg.
Durch die polare Umlaufbahn konnte die Sonde den Mondschatten vermeiden und wurde über die Solarmodule ständig mit Strom versorgt.
Ein am 19. August 2023 eingeleitetes Manöver, das die Sonde in den für die Landung nötigen elliptischen Orbit mit einem Periselenum von 18 km bringen sollte, schlug wegen eines Fehlers bei der Triebwerksteuerung fehl. Anstatt der beabsichtigten 84 Sekunden war die Antriebseinheit 127 Sekunden, also anderthalb mal so lang wie geplant, in Betrieb. Obwohl sich das gesamte Manöver in einer Zone und zu einem Zeitpunkt der ständigen Funkverbindung abspielte, brach um 11:57 Uhr UTC der Kontakt mit der Sonde ab. Eine Minute später, am 19. August 2023 um 11:58 Uhr UTC, stürzte Luna 25 bei 57.865° südlicher Breite und 61.360° östlicher Länge auf die innere Ringwand des Nebenkraters G des Pontécoulant-Kraters auf der Mondvorderseite, etwa 400 km vor der geplanten Landestelle. Dabei erzeugte die Sonde einen Krater von 10 m Durchmesser.